# 세타 타위신
세타 타위신(태국어: เศรษฐา ทวีสิน, 태국어 발음: [sèːt.tʰǎː tʰā.wīː.sǐn] ( 듣기), 1962년 2월 15일~)은 태국의 부동산 업자 출신 정치인으로, 태국의 총리를 지냈다. 흔히 닛(태국어: นิด)이란 별명으로 잘 알려져 있다. 그는 2023년 8월 22일부터 총리를 임기를 시작하였으며 2024년 8월 14일 파면되었다. 총리 재임 이전에는 부동산 기업 산시리의 이사직을 맡은 적이 있다.
미국 유학파 출신이며 1988년 산시리를 창업한 발기인 중 한명이다. 산시리가 태국 최대의 부동산 업체로 성장하면서 태국의 유명 부동산 재벌로 성장하였다. 탁신 친나왓 전 총리의 측근으로 알려져 있다.

## 학력
- 매사추세츠 대학교
- 클레어몬트 대학원

## 가족
- 부모: 암누아이 타위신, 촛처이 타위신
- 배우자: 팍피라이 타위신
- 자녀: 나핏 타위신, 와랏 타위신, 차난다 타위신